# Rezerwat przyrody Kloptaň
Rezerwat przyrody Kloptaň (słow. Prírodná rezervácia Kloptaň) – rezerwat przyrody w paśmie Kojszowskiej Hali w Górach Wołowskich na Słowacji. Powierzchnia 27,1 ha.

## Położenie
Rezerwat obejmuje wierzchołek oraz wsch. i pd. stoki kopuły szczytowej Kloptaňa (1153 m n.p.m.), leżącego w głównym grzbiecie pasma, sięgając w dół po poziomicę ok. 1000 m n.p.m. Leży w granicach administracyjnych wsi Prakovce w powiecie Gelnica i Vyšný Medzev w powiecie Koszyce-okolice. Posiada strefę ochronną o szerokości 100 m.

## Charakterystyka
Stoki góry Kloptaň, obejmowane przez rezerwat, są strome. Południową część rezerwatu odwadnia źródłowy ciek potoku Zlatná (lewobrzeżny dopływ Bodvy), natomiast część wschodnią – Hrelikov potok (prawobrzeżny dopływ Hnilca). Szczytowe partie góry budują metalidyty, niższe – serycytowo-grafitowe fyllity z górnego syluru, występujące na powierzchnię w formie skałek i usypisk. Podszczytowe obszary góry porastają w całości lasy na pograniczu regla dolnego i górnego, w większości o charakterze lasu pierwotnego. Szczyt, mocno kamienisty, pokrywa niewielka polana. Wśród szeregu rzadkich i chronionych gatunków roślin w rezerwacie wyróżnia się zwłaszcza kosaciec syberyjski.

## Historia
Rezerwat powołano rozporządzeniem Ministerstwa Środowiska Republiki Słowackiej nr 83/1993 z dnia 23 marca 1993 r. Na terenie rezerwatu obowiązuje najwyższy, 5. stopień ochrony.

## Cel powołania rezerwatu
Rezerwat powołano w celu ochrony zespołów leśnych na południowo-wschodnich i północno-wschodnich stokach góry Kloptaň z występującymi w nich rzadkimi i chronionymi gatunkami roślin.

## Turystyka
Przez teren rezerwatu, wzdłuż głównego grzbietu Pasma Kojszowskiej Hali, biegną czerwone  znaki dalekobieżnego szlaku turystycznego zwanego Szlakiem Bohaterów Słowackiego Powstania Narodowego. Na szczycie dochodzą do nich granicą rezerwatu znaki  zielone szlaku z Mníška nad Hnilcom. Od 1999 r. na szczycie, na skraju rezerwatu, wznosi się wieża widokowa, oferująca dalekie widoki i stanowiąca magnes przyciągający tu stosunkowo wielu turystów.